# Hooley
Hooley – wieś w Anglii, w hrabstwie Surrey, w dystrykcie Reigate and Banstead. Leży 24 km na południe od centrum Londynu. Miejscowość liczy 1203 mieszkańców.